# Pteropelor noronhai
Pteropelor noronhai är en fiskart som beskrevs av Fowler, 1938. Pteropelor noronhai ingår i släktet Pteropelor och familjen Scorpaenidae. Inga underarter finns listade i Catalogue of Life.